# Avance relámpago hacia Carandaytý
El avance relámpago  hacia Carandaitý desde el 17 de agosto al 6 de septiembre de 1934, de la guerra del Chaco, entre Bolivia y el Paraguay, se realizó en la más inhóspita y desértica de las zonas del Chaco Boreal. El plan original era que el Segundo Cuerpo de Ejército, al mando del coronel Rafael Franco, cortara el ataque boliviano hacia el alto río Paraguay capturando el fortín 27 de Noviembre al noreste. Esta acción derivó posteriormente en un veloz avance hacia el oeste con la amenaza de ocupar el río Parapetí y la zona petrolífera de Bolivia y dividir al Ejército Boliviano en dos grandes núcleos: Ballivián al sur y Carandaitý al norte.

## Antecedentes
Cuando en agosto de 1934, el Servicio de Inteligencia paraguayo detectó la creación y el objetivo de un nuevo Cuerpo de Ejército boliviano cundió la alarma en el comando paraguayo. El avance boliviano en el alto Paraguay pondría en peligro los puertos paraguayos ubicados más abajo entre las cuales estaba Casado, desde donde se abastecía a todo el ejército. También existía la posibilidad de que los bolivianos avanzaran hacia la laguna Pitiantuta y de allí a la punta del riel del ferrocarril a Casado lo que combinado con un ataque desde el fortín El Carmen podía encerrar a todo el ejército paraguayo. El general Estigarribia ordenó la exploración aérea del desértico sector norte para verificar sí los bolivianos estaban construyendo nuevos caminos. El 12 de agosto de 1934, el piloto paraguayo Peralta con el teniente Etchevarry como observador y artillero, después de dos horas de vuelo, descubrieron partes de un camino en construcción y al pasar sobre el fortín boliviano Madrejón vieron un avión estacionado en el fortín. El piloto boliviano, al ver al solitario y lento Pótez 25, despegó inmediatamente en persecución de esa presa fácil. Tras varios intentos por derribar al avión paraguayo que huía en zig-zag rozando la copa de los árboles, el veloz Curtiss Osprey boliviano recibió impactos de ametralladora que afectaron su motor por lo que terminó estrellándose en el monte. El piloto boliviano muerto resultó ser el mayor Rafael Pabón que el 4 de diciembre de 1932 había derribado un avión paraguayo en Kilómetro 7.

## Avance hacia el fortín 27deNoviembre
"Y este es el momento épico de la estrategia del general Estigarribia, pues mediante pacientes fintas y gran serenidad de espíritu se colocaba en el fiel de la balanza para poder ser más fuerte en el sitio y momentos precisos […] para poder contrarrestar […] la nueva iniciativa y la superioridad numérica del contrincante que el había tenido el talento de diluir en el gigantesco escenario de las operaciones".
Vergara Vicuña (en Vergara Vicuña, 1944, vol. 5, pág. 686)

Sin perder tiempo el coronel Franco recibió la misión de ocupar el fortín 27 de Noviembre y aislar logísticamente al fortín Ingavi, punto de partida del futuro avance boliviano. El desierto al norte de Garrapatal (La Faye, Picuíba, El Cruce, 27 de Noviembre) era difícil e inhóspito para realizar grandes operaciones militares. Ya en el mes de marzo, el coronel Ángel Rodríguez, del Estado Mayor boliviano, había dicho que el desierto era la mejor defensa ante cualquier avance enemigo en ese sector. Sin embargo, para Franco, ofrecía grandes posibilidades para utilizar dos de sus tácticas preferidas: la sorpresa y el movimiento.

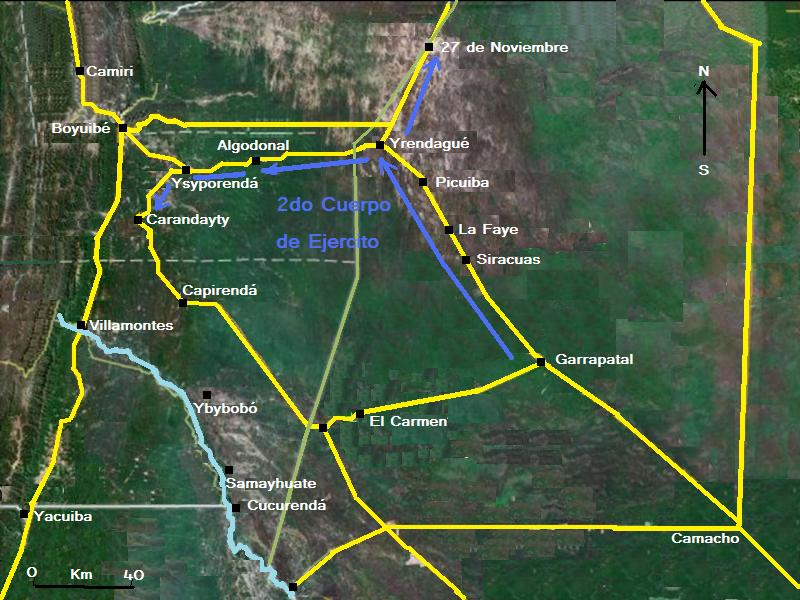
Blizkrieg 2.º CE paraguayo (17 de agosto al 6 de septiembre de 1934).

Franco desprendió en secreto sus divisiones del frente occidental, dejando pequeñas fuerzas que debían desarrollar una intensa actividad para engañar al enemigo. El 13 de agosto de 1934, salió de Garrapatal, pasó por La Faye el día 14 y surgiendo de las colinas de arena capturó por sorpresa Picuíba el día 15, tomando 450 prisioneros y un lote importante de armas al costo de muy pocas bajas y heridos. El comando boliviano no apreció en primera instancia la importancia de este ataque. Franco ocupó El Cruce y abriendo en dos su columna, una la dirigió hacia Yrendagüé y la otra hacia el fortín 27 de Noviembre. El tercer batallón del regimiento RI-14 Cerro Corá, al mando del capitán Rogelio Benítez, se desplazó en camiones y el día 17 tomó por asalto el fortín 27 de Noviembre mientras la 6.ª División ocupó Yrendagüé. El coronel Franco dio por terminada su misión luego de avanzar 120 km. en solo cinco días.

## Avance hacia Carandayty y la zona petrolífera boliviana
Dándose cuenta de que este veloz ataque en un sector inesperado había sorprendido al comando boliviano, sorpresa imputable en cierta medida a la aviación boliviana que vigilaba exclusivamente la zona del Pilcomayo, Estigarribia permitió a Franco que girara hacia el oeste rumbo a Carandayty, teniendo ahora como objetivo el río Parapetí y la zona petrolífera boliviana.
Esta maniobra de largo alcance comenzó el 17 de agosto de 1934. A gran velocidad y riesgo, según era la característica del coronel Franco, la 6.ª División del Segundo Cuerpo paraguayo avanzó en camiones 160 km en 13 días, a través de un desierto con colinas de arena y malezales, dejando atrás su propia artillería y a fuerzas enemigas en retirada.

"[...] del lado paraguayo, los movimientos de desplazamiento habían cobrado cierta característica vertiginosa dado que el desguarnecimiento de la zona en general hacia posible
y hasta indicado cualquier avance por temerario que pareciere".
Aquiles Vergara Vicuña (en Vergara Vicuña, 1944, vol. 5, pág. 696)

 En su veloz avance, el día 20, el RI-14 Cerro Corá recorrió 100 km desde el fortín 27 de Noviembre y llegó cerca del cruce de Huirapitindí, a 45 km del río Parapetí. En forma paralela, el 22 de agosto, la 6.ª División cayó sorpresivamente sobre Algodonal aniquilando a un destacamento boliviano al mando del experimentado teniente Hugo Rene Pol que sustituía al mayor alemán Wilhelm Brandt que circunstancialmente se había ausentado horas antes del fortín. La inesperada presencia de los paraguayos, tan lejos de Picuíba, desde donde el teniente Pol había escapado unos pocos días antes, produjo muchas bajas bolivianas capturándose un depósito de armas sin usar. Después de escapar de Algodonal y deambular por el desierto, el teniente Pol, con unos pocos soldados sobrevivientes, se entregó a las fuerzas paraguayas para no perecer por falta de agua.
Tras la conquista de Algodonal, Franco movilizó al regimiento RC-1 Valois Rivarola que estaba de reserva en Picuiba para que tome la punta del avance. Este regimiento envolvió a fuerzas dispersas en las cercanías de Puesto Burro y utilizando camiones prosiguió el avance hacia el oeste.
El 27 de agosto de 1934, la 6.ª División paraguaya llegó a 5 km de Carandayty, a más de 50 km al norte de Villamontes, en la retaguardia de todo el ejército boliviano en el Chaco. En ese punto tuvo que detenerse por el agotamiento de los soldados y problemas logísticos debido a que el agua debía traerse desde Garrapatal, a 250 km de distancia al sureste, ya que recién el 27 de octubre de 1934 (2 meses después) el equipo de ingenieros paraguayos encontraría agua en Yrendagüé.
El presidente Salamanca, alarmado por la característica vertiginosa de las operaciones, viajó con urgencia al Chaco para solucionar este peligroso e inesperado avance paraguayo.